# 음봉로
음봉로(Eumbong-ro)는 충청남도 천안시 서북구 백석동 운동장 사거리에서 충청남도 아산시 음봉면 음봉교차로를 잇는 도로이다.

## 주요 경유지
충청남도
- 천안시 서북구 (백석동)

충청남도
- 아산시 (음봉면)

## 노선
| 이름                     | 접속 노선                      | 소재지        | 소재지        | 비고                |
| 백석로와 직결            | 백석로와 직결                  | 백석로와 직결 | 백석로와 직결 | 백석로와 직결       |
| ------------------------ | ------------------------------ | ------------- | ------------- | ------------------- |
| 운동장 사거리 (고가차도) | 번영로                         | 천안시        | 백석동        | 기점                |
| (이름없음)               | 백석공단6로                    | 천안시        | 백석동        |                     |
| 산동사거리               | 산동로 삼성로                  | 아산시        | 음봉면        | 지방도제628호선구간 |
| 덕지교                   |                                | 아산시        | 음봉면        | 지방도제628호선구간 |
| 덕지1 교차로             | 음봉로681번길                  | 아산시        | 음봉면        | 지방도제628호선구간 |
| 덕지2교                  |                                | 아산시        | 음봉면        | 지방도제628호선구간 |
| 덕지2 교차로             | 월암로 음봉면로586번길         | 아산시        | 음봉면        | 지방도제628호선구간 |
| 동암1 교차로             | 탕정로                         | 아산시        | 음봉면        | 지방도제628호선구간 |
| 포스코아파트 교차로      |                                | 아산시        | 음봉면        | 지방도제628호선구간 |
| 동암1교                  |                                | 아산시        | 음봉면        | 지방도제628호선구간 |
| 동암2교                  |                                | 아산시        | 음봉면        | 지방도제628호선구간 |
| 동암2 교차로             | 연암산로 음봉로360번길         | 아산시        | 음봉면        | 지방도제628호선구간 |
| 송촌 교차로              | 국도 제43호선 (세종평택로)     | 아산시        | 음봉면        | 지방도제628호선구간 |
| 물너목 교차로            |                                | 아산시        | 음봉면        | 지방도제628호선구간 |
| 강정 교차로              |                                | 아산시        | 음봉면        | 지방도제628호선구간 |
| 삼거 교차로              | 음봉면로30번길 음봉면로136번길 | 아산시        | 음봉면        | 지방도제628호선구간 |
| 매바위 교차로            | 음봉면로16번길 음봉면로136번길 | 아산시        | 음봉면        | 지방도제628호선구간 |
| 음봉 교차로              | 국도 제45호선 (충무로)         | 아산시        | 음봉면        | 종점                |
| 아산온천로와 직결        |                                |               |               |                     |

## 주요 건물 및 시설
- 알뜰 장원주유소 (음봉로 195/송촌리 361-9)
- CU 아산송촌교차로점 (음봉로 307/송촌리 130)
- GS25 음봉로드점 (음봉로 327/송촌리 52)
- SK에너지 송촌주유소 (음봉로 336/송촌리 61)
- GS칼텍스 삼성그린 주유소 (음봉로 648/덕지리 45-2)
- SK에너지 행복충전 삼성충전소 (덕지리 46-1)
- S-OIL 소나무 음봉주유소 (음봉로 655/덕지리 45-1)
- 이마트24 음봉소나무점 (음봉로 655/덕지리 45-15)
- GS칼텍스산동주유소 (음봉로 787/산동리 445-3)
- CU 아산산동점 (음봉로 803/산동리 423-1)
- CU 아산음봉삼일점 (음봉로 841/산동리 430-1)